# Франсуаза д’Амбуаз
Франсуа́за д’Амбуа́з (фр. Françoise d'Amboise; 9 мая 1427, Туар, виконство Туар — 4 ноября 1485, Нант, герцогство Бретань) — аристократка из Амбуазского дома; дочь Людовика д’Амбуаза, князя Тальмона, графа Гина и Бенона, виконта Туара. Супруга Пьера II Простого; в замужестве герцогиня Бретани.
Овдовев, приняла монашество, вступила в Орден сестёр Пресвятой Девы Марии с горы Кармил. Основательница монастырей кармелиток в Бретани. 10 июля 1863 года папа римский Пий IX причислил её к лику блаженных Римско-католической церкви. Литургическая память ей совершается 4 ноября.

## Ранние годы и брак
Родилась 9 мая 1427 года в Туарском замке. Она была первым ребёнком и старшей дочерью в семье Людовика д’Амбуаза, виконта Туара и Луизы Марии де Рьё. По отцовской линии приходилась внучкой Ингельгеру II д’Амбуазу, виконту Туара и Жанне де Краон. По материнской линии была внучкой Жана II де Рьё, барона д’Ансени и Беатрисы де Монтобан. У Франсуазы были две младшие сестры — Пероннелла и Маргарита.
В 1430 году Людовик д’Амбуаз был обвинён в участии в заговоре против Жоржа де Ла Тремуйя, фаворита короля Карла VII, и приговорён к пожизненному заключению. Мать Франсуазы бежала с дочерьми в Нант под защиту графа Артура де Ришмона, брата герцога Жана VI Мудрого. На совете у графа было решено, что старшая дочь виконта Туара выйдет замуж за младшего сына герцога Бретани. Состоялась помолвка четырёхлетней принцессы с двенадцатилетним женихом, после которой Франсуаза рассталась с матерью и сёстрами, которые остались в Нанте, и прибыла к герцогскому двору в Ванне, где её воспитанием занималась герцогиня Бретани. От последней принцесса унаследовала глубокое уважение к личности и наследию монаха-доминиканца Викентия Феррера.
2 декабря 1442 года состоялась церемония бракосочетания Франсуазы и Пьера, в то время бывшего графом Генгама. После свадьбы они совершили паломничество к святыням, по возвращении из которого, поселились в Генгамском замке. В начале совместной жизни отношения графа и графини были сложными из-за ревнивого и нервного характера Пьера, который однажды даже побил жену, но смог выпросить у неё прощение. После этого отношения между супругами наладились и оставались хорошими всё время.
19 июля 1450 года, после скоропостижной смерти деверя Франсуазы, герцога Франциска I Любимого, новым герцогом Бретани под именем Пьера II стал её муж, которого в народе прозвали Простым. В том же году она была коронована с мужем в кафедральном соборе Ренна. Франсуаза была советницей Пьера. Она много заботилась о состоянии больных и неимущих подданных, а также о правосудии для всех, за что в народе была прозвана Доброй герцогиней.

## Вдовство и постриг
22 сентября 1457 года Пьер II умер, не оставив наследников. Его бездетная молодая вдова отказалась вступать в новый брак и приняла решение стать монахиней. Против желания вдовствующей герцогини выступили новый герцог Бретани и отец Франсуазы. Последний даже угрожал лишить дочь наследства, но она не изменила своего решения. Король Франции Людовик XI, желая присоединить виконтство Туар к владениям дома Валуа, лично отправился в Нант просить руки Франсуазы. Получив отказ, он намеревался похитить её, но ему помешали адмирал Жан II де Келеннек и горожане, уважавшие вдовствующую герцогиню.
Ещё при жизни супруга Франсуаза основала в Нанте монастырь клариссинок. Овдовев, она решила принять в нём монашеский постриг, но из-за слабого здоровья обе её попытки жить по уставу клариссинок потерпели неудачу. В 1463 году Франсуаза познакомилась с генеральным приором Ордена братьев Пресвятой Девы Марии с горы Кармил Жаном Соретом и приняла его духовное руководство. По совету духовника, она основала монастырь кармелиток в Ване, недалеко от монастыря кармелитов в Бондоне, основанного ещё в 1427 году. 2 ноября 1463 года в Ван из Льежа прибыли девять кармелиток, ставшие первыми монахинями нового монастыря. 25 марта 1468 года, преодолев последние препятствия на пути к монашескому постригу, Франсуаза вступила в обитель. В 1469 году она принесла монашеские обеты. Через несколько лет её избрали настоятельницей монастыря.

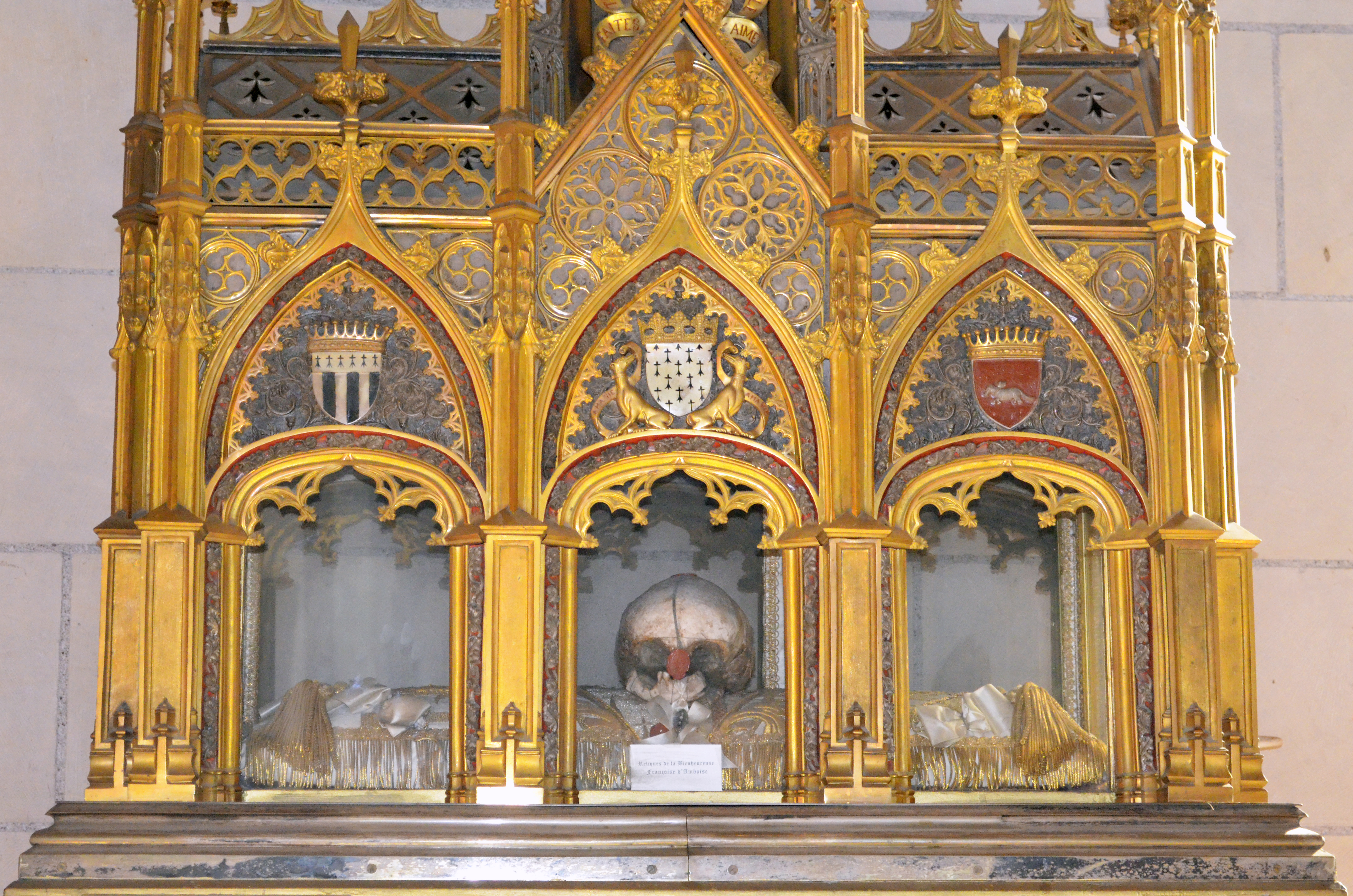
Реликвии Франциски Амбуазской

В 1477 году по просьбе племянника, герцога Бретани Франциска II, Франсуаза прибыла в Нант. Ей поручили укрепить дисциплину в монастыре бенедиктинок в Бужонэ, который она сразу преобразовала в монастырь кармелиток. В него переехали монахини из монастыря в Ване. По приглашению Франсуазы, в обитель прибыл доминиканец Ален де Ла-Рош, научивший монахинь молитве Розария. Сама она ежедневно причащалась и проводила несколько часов в совершенном уединении. По инициативе настоятельницы, кроме трёх обычных обетов, монахини в её монастыре приносили также обет соблюдения клаузуры. В 1569 году римский папа Пий V утвердил это правило для всех монастырей кармелиток.
Заразившись чумой от монахини, за которой она ухаживала во время болезни, Франсуаза д’Амбуаз скончалась 4 ноября 1485 года в монастыре в Бужонэ под Нантом. Её последними словами к монахиням были: «До свидания, дочери мои. Теперь я знаю, что значит любить Бога. Я предаюсь Ему».

## Почитание
Через семь лет после смерти, останки Франсуазы были обретены, и её гробница стала местом паломничества. Гробница герцогини дважды подвергалась разорению —  во время Гугенотских войн и Французской революции 1789 года. 10 июля 1863 года римский папа Пий IX причислил её к лику блаженных. Сохранившиеся части реликвий Франсуазы находятся в часовне Туарского замка. В честь блаженной герцогини освящена одна из капелл кафедрального собора Святых Петра и Павла в Нанте. Литургическая память ей совершается 4 ноября; дополнительно у кармелитов ей отмечается память 5 ноября.